# 7103 Wichmann
A 7103 Wichmann (ideiglenes jelöléssel 1953 GH) a Naprendszer kisbolygóövében található aszteroida. Karl Wilhelm Reinmuth fedezte fel 1953. április 7-én.